# اسفنج چنگی
اسفنج چنگی(نام علمی: Chondrocladia lyra) نام یک گونه از رده اسفنج‌های شاخی و گوشتخوار در اعماق دریا است که برای نخستین مرتبه در سواحل کالیفرنیا و در اعماق ۱۰٬۸۰۰–۱۱٬۵۰۰ فوت (۳٬۳۰۰–۳٬۵۰۰ متر) توسط ولتون ال. لی، هنری ام ریسویگ، ویلیام سی. آستین و لونی لوندستین از موسسه تحقیقاتی آکواریوم خلیج مونتری کشف شد.
این گونه در فهرست ۱۰ گونهٔ جدید و برتر سال ۲۰۱۳ قرار گرفت و توسط موسسه جهانی اکتشاف گونه‌ها در دانشگاه ایالتی آریزونا از بین بیش از ۱۴۰ گونه نامزد شد. این موجود شبیه یک چلچراغ زیبا به نظر می‌رسد اما برای برخورد با تمام اعضای خانواده‌های سخت پوستان باید مراقب بود. این به اصطلاح چنگ اسفنجی پیش از آنکه طعمه متوجه شود آن را به دام انداخته و حتی هضم می‌کند.
این جاندار تا پیش از سال ۲۰۰۰ در مقابل چشم انسان ظاهر نشده بود، اما یک گروه از مؤسسه تحقیقات آکواریوم بی مونتری با انجام تحقیقات زیر آبهای عمیق در عمقی معادل ۳٫۵ کیلومتر در سواحل کالیفرنیا آن را مشاهده کردند. آنها اخیراً دو موجود از این گونه را با خود با ساحل آوردند و آن را از نظر علمی Chondrocladia lyra نامگذاری کرده و ده‌ها ویدئو و تحلیل دربارهٔ آن در شماره اکتبر مجله زیست‌شناسی بی مهرگان منتشر کردند.
اسفنج چنگی به دلیل شباهتش به ساز چنگ رومی به این نام مشهور گشته‌است چرا که ساختار اصلی آن شباهت بسیاری با این ساز دارد. اسفنج چنگی ارگانیسم بی‌تحرکی است که با استفاده از یک ریزوئید - ساختاری شبیه ریشه - در کف دریا قرار گرفته و خود را به بستر نرم دریا متصل می‌کند. از بالای ریزوئید، ۱ تا ۶ دستک افقی با فاصله مساوی به همراه شاخه‌های عمودی، «پره» اسفنج را تشکیل می‌دهند. پره‌ها ساختار چنگ مانند را به این اسفنج می‌دهند و غالباً با قلاب‌ها و خارهایی نوار مانند پوشیده شده‌اند که از آنها برای به دام انداختن طعمه استفاده می‌شود.